# Vincent Kompany
Vincent Jean Mpoy Kompany (født 10. april 1986) er en belgisk fodboldtræner, og tidligere fodboldspiller, som er træner for Bundesliga-klubben Bayern München. Han spillede i sin karriere som forsvarsspiller, og er bedst kendt for at tilbringe 11 år hos Manchester City. 

## Klubkarriere

### Anderlecht
Kompany begyndte sin karriere hos Anderlecht, og fik sin professionelle debut med klubben den 30. juli 2003. Han etablerede sig med det samme som en fast mand på holdet, på trods af han kun var 17 år gammel, og blev hurtigt anset som et af Europas mest spændene talenter.

### Hamburger SV
Kompany skiftede i juni 2006 til Hamburger SV. Hans tid med klubben var dog ikke en succes, og han forlod efter to år, som havde været plaget af både skadesproblemer og konflikter med den sportslige ledelse.

### Manchester City
Kompany skiftede i august 2008 til Manchester City. Han etablerede sig med det samme som fast mand i de kommende sæsoner. Han var i 2010-11 sæsonen med til at vinde FA Cup efter en finalesejr over Stoke City, i hvad var klubbens første trofæ i 35 år. Han blev ved sæsonens udgang kåret som årets spiller i klubben.
Kompany blev ved indgangen til 2011-12 sæsonen udpeget som klubbens nye anfører. Han ledte i sæsonen holdet til at vinde deres første mesterskab siden 1968, og han blev herefter kåret som Premier League Player of the Season som den første Manchester City spiller til at vinde prisen. Han spillede også en vigtig rolle i klubbens andet Premier League mesterskab i 2013-14 sæsonen.
Kompany havde igennem mange år haft skadesproblemer, men især fra 2015-16 sæsonen og frem begyndte disse problemer at tage fat. Som resultat af disse skader, blev Kompanys spilletid markant reduceret. I hans sidste fire sæsoner med klubben spillede han højest 17 ligakampe i en sæson. Han var med til at vinde to yderligere mesterskaber med klubben i hans sidste år med klubben, og scorede den 6. maj 2019 det vindene mål i en kamp imod Leicester City, hvilke endte med at være afgørende for titlen, da City vandt mesterskabet med bare et point over Liverpool.

### Anderlecht retur
Kompany vendte i juli 2019 tilbage til Anderlecht i rollen som spillende træner. Et år senere, 17. august 2020, annoncerede han, at han stoppede som fodboldspiller, og fortsatte i Anderlecht som træner på fuld tid.

## Landsholdskarriere
Kompany debuterede for Belgiens landshold den 18. februar 2004 i en alder af bare 17 år. Han spillede i alt 89 landskampe og var del af Belgiens trupper til flere internationale tuneringer.

## Trænerkarriere

### Anderlecht
Kompany begyndte sin trænerkarriere som spillede træner hos Anderlecht i 2019, og blev året efter træner på fuld tid da han stoppede sin spillerkarriere. Han ledte klubben til at slutte på fjerdepladsen i sin første sæson og tredjepladsen i sin anden.

### Burnley
Kompany blev i juni 2022 hyret af EFL Championship-klubben Burnley. Han ledte i sin debutsæson med klubben holdet til at vinde mesterskabet og hermed sikre sig oprykning til Premier League. Han blev kåret som årets træner i Championship i sæsonen, da Burnley scorede 100+ point som det første hold siden 2013-14 sæsonen.
Burnelys retur til Premier League var dog ikke en succes, og de endte sæsonen med at rykke direkte ned igen, da de kun samlede 24 point, deres laveste i Premier League nogensinde. Kompany blev i sæsonen kritiseret markant for hvad mange anså som en naiv taktik, da Kompany insisterede på den meget risikofyldte offensive taktik som han havde brugt i Championship, selvom Burnley nu spillede mod markant stærkere modstandere.

### Bayern München
På trods af, at Kompany havde ledt hans hold til nedrykning i den forrige sæson, så blev han i maj 2024 hyret af Bayern München.

## Titler

### Spiller
Anderlecht
- Belgiske 1. division: 2 (2003-04, 2005-06)

Hamburger SV
- UEFA Intertoto Cup: 1 (2007)

Manchester City
- Premier League: 4 (2011-12, 2013-14, 2017-18, 2018-19)
- FA Cup: 2 (2010-11, 2018-19)
- EFL Cup: 4 (2013-14, 2015-16, 2017-18, 2018-19)
- FA Community Shield: 2 (2012, 2018)

Individuelle
- Årets spiller i Belgiske 1. division: 1 (2004)
- Årets unge spiller i Belgiske 1. division: 2 (2004, 2005)
- Ebony Shoe: 2 (2004, 2005)
- Manchester City Årets spiller: 1 (2010-11)
- Premier League Player of the Season: 1 (2011-12)
- Premier League Hall of Fame: 2022
- Premier League Årets hold: 3 (2010-11, 2011-12, 2013-14)

### Træner
Burnley
- EFL Championship: 1 (2022-23)

Individuelle
- EFL Championship Sæsonens træner: 1 (2022-23)